# Przejście graniczne Czop-Čierna nad Tisou
Przejście graniczne Czop-Čierna nad Tisou (także Przejście graniczne Czop (Straż)) – międzynarodowe ukraińsko-słowackie kolejowe przejście graniczne, położone w rejonie użhorodzkim obwodu zakarpackiego.
Jest to przejście przeznaczone dla ruchu osobowego oraz towarowego.